# Louis Zorich
Louis Zorich (Chicago, 12 februari 1924 – New York, 30 januari 2018) was een Amerikaans acteur.

## Biografie
Zorich was een zoon van Joegoslavische immigranten. Hij studeerde aan de Roosevelt University en daarna de Goodman Theater School of Drama, beide in zijn woonplaats Chicago. Na zijn afstuderen nam hij dienst in de United States Army en vocht mee in de Tweede Wereldoorlog. 
Zorich begon in 1958 met acteren voor televisie in de televisieserie First Performance. Hierna heeft hij nog meerdere rollen gespeeld voor televisieseries en films zoals Coogan's Bluff (1968), Fiddler on the Roof (1971), The Changeling (1980), Ryan's Hope (1981), The Muppets Take Manhattan (1984), Dirty Rotten Scoundrels (1988) en Mad About You (1993-1999). In 1998 werd hij genomineerd voor een Screen Actors Guild Award voor zijn rol in de televisieserie Mad About You.
Zorich was ook actief in het theater, zijn debuut maakte hij in 1960 op Broadway met het stuk Becket samen met Laurence Olivier en Anthony Quinn. Hierna heeft hij nog meerdere rollen vervuld in het theater zoals The Odd Couple, Goodtime Charlie, Ma Rainey's Black Bottom en 45 Seconds From Broadway. In 1969 werd hij genomineerd voor een Tony Award voor zijn rol in Hadrian VII. 
Zorich trouwde in 1962 met Olympia Dukakis en zij hadden samen drie kinderen. Zorich bestierde samen met zijn vrouw van 1973 tot en met 1988 het door henzelf opgerichte Whole Theatre Company in Montclair (New Jersey).
Zorich werd 93 jaar oud.

## Filmografie

### Films
Selectie:
- 1989 Bloodhounds of Broadway – als Mindy
- 1988 Dirty Rotten Scoundrels – als Griekse miljonair
- 1985 Death of a Salesman – als Ben Loman
- 1984 The Muppets Take Manhattan – als Pete
- 1980 The Changeling – als Stewart Adler
- 1971 Fiddler on the Roof – als Constable
- 1968 Coogan's Bluff – als taxichauffeur

### Televisieseries
Uitgezonderd eenmalige gastrollen.
- 1993 – 1999 Mad About You – als Burt Butchman – 70 afl.
- 1991 – 1993 Brooklyn Bridge – als Jules Berger – 33 afl.
- 1987 - 1988 As the World Turns – als inspecteur Haniotis – 5 afl.
- 1984 Master of the Game – als luitenant Nick Pappas – miniserie
- 1982 Another World – als Milo Simonelli - 2 afl.
- 1981 Ryan's Hope – als rechercheur Oliver Jones – 13 afl.
- 1976 The Doctors – als dr. Louis Simmons – 4 afl.
- 1962 Armstrong Circle Theatre – als Vladek – 2 afl.